# Seznam distribucij Linuxa
Ta stran vsebuje informacije o distribucijah sistema Linux, kategorizirane po spisku. Distribucije so organizirane po sklopih in se rangirajo glede na glavno distribucijo ali po paketnem sistemu na katerem bazirajo.

## Temelječe na Debianu
Debian je distribucija, ki predstavlja prosto programje. Podprta je na mnogih strojnih platformah. Debian in distribucije, ki bazirajo na njem, uporabljajo paketni format .deb in paketni sistem dpkg.
| Distribucija       | Opis |
| ------------------ | --- |
| Feather Linux      | Ima podobne cilje kot Damn Small Linux, vendar ne bazira na njem. Feather je bolj podoben Knoppixu. Je združljiv s paketi .deb                                                   |
| Knoppix            | Prvi LIVE-CD (kasneje DVD) GNU/Linux Debiana |
| Ubuntu             | Distribucija, ki je sponzorirana s strani Canonical ltd. in prav tako dobiva sredstva od Južnoafričana Marka Shuttlewortha. Zagotavlja kompletno in čisto namizje na enem CD-ju. |
| Trisquel GNU/Linux | Distribucija, ki za delovanje v celoti uporablja izključno prosto programje. |
| gNewSense          | Distribucija, ki za delovanje v celoti uporablja izključno prosto programje. |
| Xebian             | Distribucija za igralno konzolo Xbox. |

## Knoppix
Knoppix bazira na Debianu. 
| Distribucija | Opis        |
| ------------ | ----------- |
| Kanotix      | Namizje KDE |

## Ubuntu
Ubuntu bazira na Debianu.
| Distribucija | Opis                             |
| ------------ | -------------------------------- |
| Edubuntu     | Namenjen uporabi v učilnicah.    |
| Kubuntu      | Uporablja namizje KDE            |
| Mepis        | Poudarek na enostavni namestitvi |
| Xubuntu      | Uporablja namizje XFCE           |

## Temelječe na Gentoo
Gentoo je distribucija, ki uporablja visoko optimizirano in pogosto posodobljeno programsko opremo. Distribucije, ki bazirajo na Gentoo-u, uporabljajo paketni sistem portage z ukazi emerge.

## Temelječe na RPM
Red Hat Linux in Suse Linux sta kot prvi distribuciji začeli uporabljati datotečni format RPM, ki je danes uporabljan v mnogih paketnih sistemih. Oba sta kasneje prešla na komercialno podprto distribucijo. Red Hat linux se je razdelil na uporabniško podprto distribucijo, imenovano Fedora, in komercialno podprto distribucijo, imenovano Red Hat Enterprise Linux.
| Distribucija | Opis |
| ------------ | --- |
| Mandriva     | Prosta distribucija                                                                                      |
| Pingo        | Slovenska različica Red Hata in Fedore                                                                   |
| SUSE         | Distribucija Linuxa za namizja v lasti podjetja Novell. Ena izmed bolj popularnih evropskih distribucij. |

## Fedora
| Distribucija | Opis                                                                                                  |
| ------------ | --- |
| Yellow dog   | Bazira na Fedori in je namenjen platformi PowerPC. Uradno podprta distribucija za Sony Playstation 3. |

## Red Hat Enterprise
| Distribucija | Opis                                                                                      |
| ------------ | ----------------------------------------------------------------------------------------- |
| CentOS       | Je prosto dostopna distribucija Linuxa, ki je osnovana na Red Hat Enterprise Linux (RHEL) |

## Temelječe na Slackware
Slackware je znan kot distribucija za zahtevnejše uporabnike. Pogosto namenjena tistim, ki se zanimajo za notranjo zgradbo operacijskega sistema.

## Ostale vrste distribucij
| Distribucija       | Opis                                                                 |
| ------------------ | -------------------------------------------------------------------- |
| Arch Linux         | Distribucija, optimizirana za 686. Uporablja sistemski paket pacman. |
| Coyote Linux       | Distribucija, namenjena požarnim zidovom in usmerjevalnikom.         |
| SliTaz             | Mini Linux distribucija. Pod 30 MB.                                  |
| Damn Small Linux   | Mini Linux distribucija. Pod 50 MB.                                  |
| DD-WRT             | Distribucija za usmerjevalnike                                       |
| Linux from scratch | Knjiga, namenjena gradnji distribucij. Live CD.                      |
| Tiny Core Linux    | Mini Linux distribucija. 10 MB.                                      |